# 亞里坦尼山 (卡魯馬斯區)
16°32′11″S 70°14′17″W / 16.53639°S 70.23806°W
亞里坦尼山（Yaritani），是秘魯的山峰，位於該國南部莫克瓜大區，由涅托元帥省的卡魯馬斯區負責管轄，屬於安地斯山脈的一部分，海拔高度4,600米。